# Joseph Marie Henry Alfred Perrier de la Bâthie
Joseph Marie Henry Alfred Henri Perrier de la Bâthie (11 de agosto de 1873 — 2 de outubro de 1958) foi um botânico francês que se especializou nas plantas de Madagascar.

## Vida
Ele é sobrinho de Eugène Pierre Perrier de la Bâthie, (1825-1916), outro botânico, que também coletou plantas com ele.
Ele delineou as duas principais províncias florísticas de Madagascar. Algumas de suas obras incluem La végétation malgache (1921), Biogéographie de plantes de Madagascar (1936) e numerosos volumes da série Flore de Madagascar et des Comores (1946-1952).
O gênero de orquídea Neobathiea (originalmente Bathiea) foi nomeado em sua homenagem, assim como a sifaka do lêmure indriid Perrier (Propithecus perrieri). Várias espécies de plantas de Madagascar foram nomeadas em homenagem a ele, incluindo Adenia perrieri, Erythrina perrieri, Ensete perrieri, Euphorbia perrieri, Melanophylla perrieri, Podocarpus perrieri, Takhtajania perrieri (originalmente Bubbia perrieri) e Xerosicyos perrieri.

## Publicações
- La Flore de Madagascar (mais tarde renomeada para Flore de Madagascar et des Comores)
- La Végétation malgache (1921)
- Biogéographie de plantes de Madagascar (1936), edição: Paris, impressão de Jouve; Editora Geográfica, Marítima e Colonial, 17, rue Jacob, 1936. (18 de maio.) In-16, 156 p